# باشگاه فوتبال بوهمیانس ۱۹۰۵
باشگاه فوتبال بوهمیانس ۱۹۰۵ (به چکی: Bohemians 1905) یک باشگاه فوتبال در جمهوری چک است که در شهر پراگ قرار دارد و هم‌اکنون در لیگ برتر فوتبال جمهوری چک بازی می‌کند.
این باشگاه در سال ۱۹۰۵ میلادی تأسیس شده‌است.

## افتخارات
- لیگ دسته اول فوتبال چکسلواکی 
  - نایب قهرمان (۱): ۸۳-۱۹۸۲
- جام حذفی فوتبال چکسلواکی
  - نایب قهرمان قهرمان (۱): ۱۹۸۲
- لیگ ملی فوتبال جمهوری چک 
  - قهرمان (۲): 99–1998, 09–2008